# Ghanpur Station
Ghanpur Station es una ciudad censal situada en el distrito de Jangaon en el estado de Telangana (India). Su población es de 12721 habitantes (2011). 

## Demografía
Según el censo de 2011 la población de Ghanpur Station era de 12721 habitantes, de los cuales 6772 eran hombres y 5959 eran mujeres. Ghanpur Station tiene una tasa media de alfabetización del 74,03%, superior a la media estatal del 67,02%: la alfabetización masculina es del 83,18%, y la alfabetización femenina del 63,52%.